# Ismael Blanco
Ismael Blanco (Santa Elena, 19 de Janeiro de 1983), é um futebolista argentino que atua como atacante. 

## Carreira

### Colón
Ismael Blanco se profissionalizou no Colón, em 2002.

### Libertad e Olimpo
Blanco foi emprestado ao Liberta do Paraguai, em 2005. E 2005 a 2007 atuou emprestado ao Olimpo do Bahia Blanca, neste marcou 33 gols em sua passagem.

### Lanús
Ismael Blanco integrou o Club Atlético Lanús‎ na campanha vitoriosa da Copa Sul-Americana de 2013|.

### Atl. Tucuman
Em 2017, se transferiu para o Atlético Tucumán.

## Títulos
Nacional
- Nacional B: 2006
- Apertura e Clausura: 2007

AEK Athens
- Copa da Grécia: 2010/11

Legia Warszawa
- Copa da Polônia: 2011/12

Lanús
- Copa Sul-Americana: 2013